# 委内瑞拉华人
委内瑞拉华人（西班牙語：Chino-venezolano或Sino-venezolano）是出生在委内瑞拉或者移民到委内瑞拉的華人，約400,000名。委内瑞拉华人幾乎都是從事烹饪领域。在委内瑞拉，中餐馆非常多，主要原因为委内瑞拉人喜好粤菜。此外，委内瑞拉也是拉丁美洲最大的华人聚集地之一。巴伦西亚是大型华人群体所在地之一，并且有着形形色色的中华文化的市场。在那些地方，从熏鸭到正宗陶器俱有，而且还有一家中文报社。在加拉加斯埃尔博斯克区埃尔博斯克大街就有一条唐人街。虽然委内瑞拉各大城市都存有唐人街，惟它们在各个城镇均很平凡，並非观光性質的部分。
来委内瑞拉的中国移民主要有两波，第一波主要為广东人，始于1847年；第二波始于1940年代至1950年代，由于采油热潮而在1970年代中期达到顶峰。
委内瑞拉华人间广泛使用粵語，尤其以恩平话，近来又有臺湾人移民至此，增添了他们在语言上和文化上的多样性。委内瑞拉最大的華人群体来自廣東恩平，这些人都使用恩平话。来自世界上其他地方的华人们也定居在了委内瑞拉，其中尤以来自菲律宾和古巴的居多。前者在1970年代曾受到了费迪南德·马科斯的迫害，而后者则是因为菲德尔·卡斯特罗的共产主义革命没收了他们的企业。